# Ambrósio Francisco Ferro
Ambrósio Francisco Ferro (Uruaçu, São Gonçalo de Amarante, 3 de outubro de 1645) foi um padre católico luso-brasileiro, morto durante a Guerra da Restauração, no chamado Massacre de Cunhaú e Uruaçu, promovido por holandeses calvinistas que lutavam contra o Império Português em terras brasileiras.

## Vida
Ambrósio Francisco Ferro, natural dos Açores, em Portugal. Ordenado sacerdote, chegou ao Brasil onde, a partir de 1636, atuou como pároco na Igreja Matriz de Nossa Senhora da Apresentação em Natal, Capitania do Rio Grande.
No dia 3 de outubro de 1645, após sofrer diversas torturas, Ambrósio foi martirizado ao lado de outros fiéis pela unidade militar holandesa liderada por Jacob Rabbi.

## Beatificação
Foi beatificado pelo Papa João Paulo II em 5 de março de 2000, ao lado de André de Soveral, Mateus Moreira e demais companheiros.

## Canonização
Foi canonizado por equipolência como santo da Igreja Católica no dia 15 de outubro de 2017, na Praça de São Pedro, Vaticano. A cerimônia foi presidida pelo Papa Francisco e contou com a presença de cerca de 35 mil fiéis.
Ambrósio, de igual modo os demais Santos Mártires de Cunhaú e Uruaçu, é considerado Protomártir do Brasil e patrono do estado do Rio Grande do Norte.